# Parodia erinacea
Parodia erinacea là một loài thực vật có hoa trong họ Cactaceae. Loài này được (Haw.) N.P. Taylor mô tả khoa học đầu tiên năm 1987.

## Hình ảnh

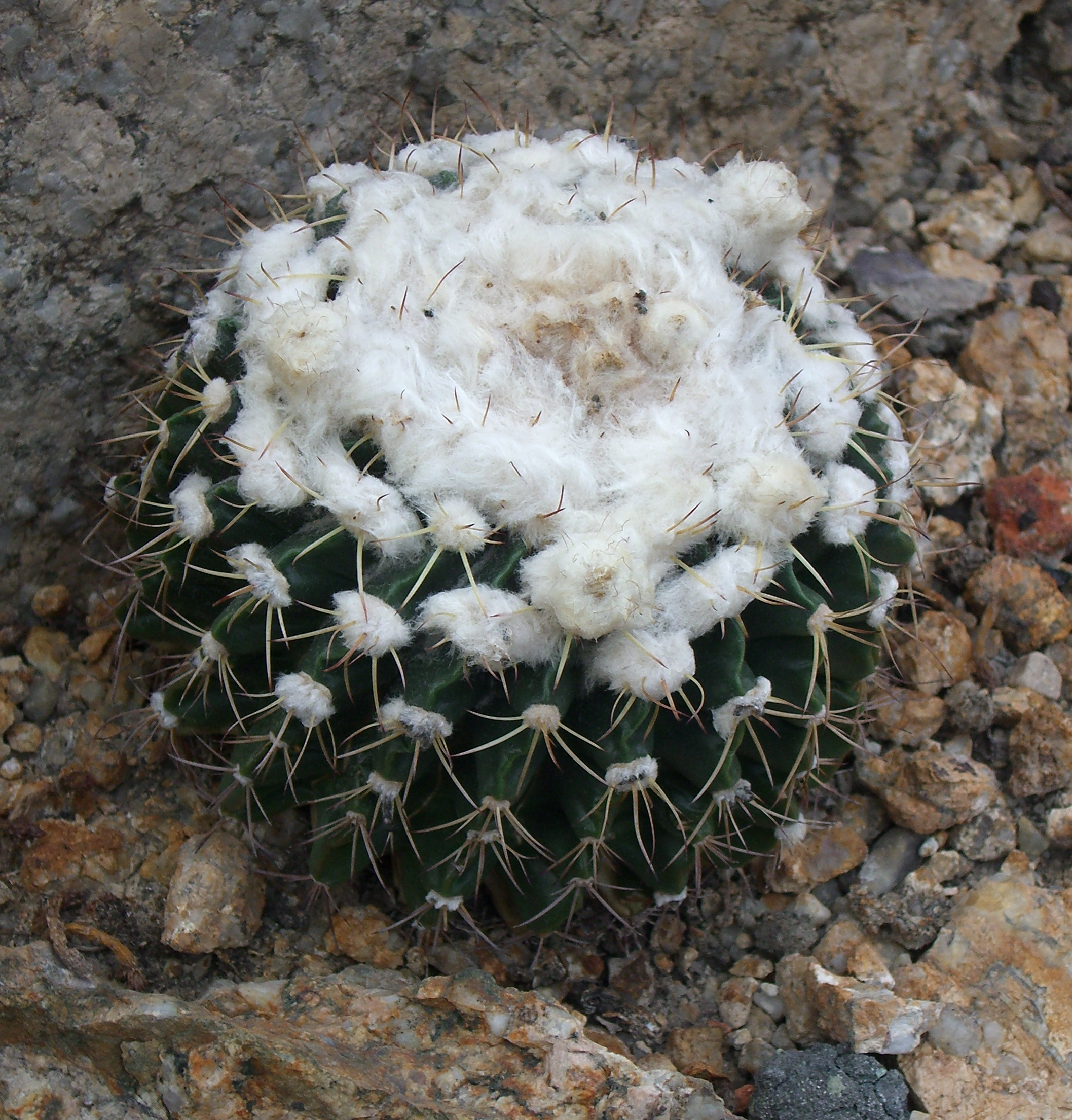
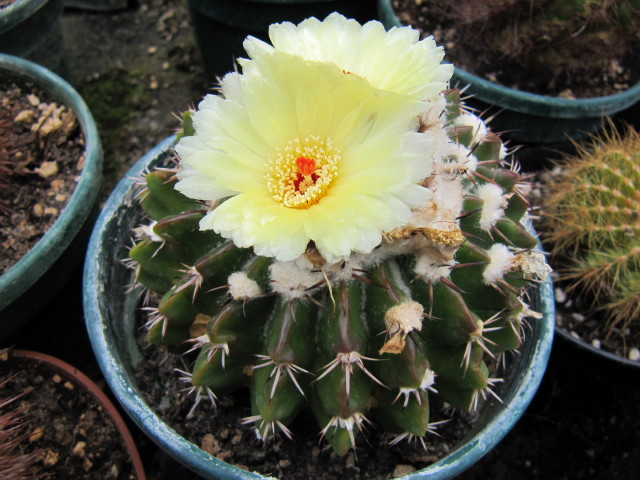